# Tarāzū Bareh
Tarāzū Bareh (persiska: ترازوبره, Tarāzū Barreh) är en ort i Iran.   Den ligger i provinsen Kermanshah, i den nordvästra delen av landet, 400 km väster om huvudstaden Teheran. Tarāzū Bareh ligger 1 563 meter över havet och antalet invånare är 158.
Terrängen runt Tarāzū Bareh är huvudsakligen kuperad, men åt sydost är den bergig. Runt Tarāzū Bareh är det ganska tätbefolkat, med 70 invånare per kvadratkilometer. Närmaste större samhälle är Karam Bast, 6,6 km norr om Tarāzū Bareh. Trakten runt Tarāzū Bareh består i huvudsak av gräsmarker.